# Anastrepha curitis
Anastrepha curitis är en tvåvingeart som beskrevs av Stone 1942. Anastrepha curitis ingår i släktet Anastrepha och familjen borrflugor. Inga underarter finns listade i Catalogue of Life.